# 索阿塔 (博亞卡省)

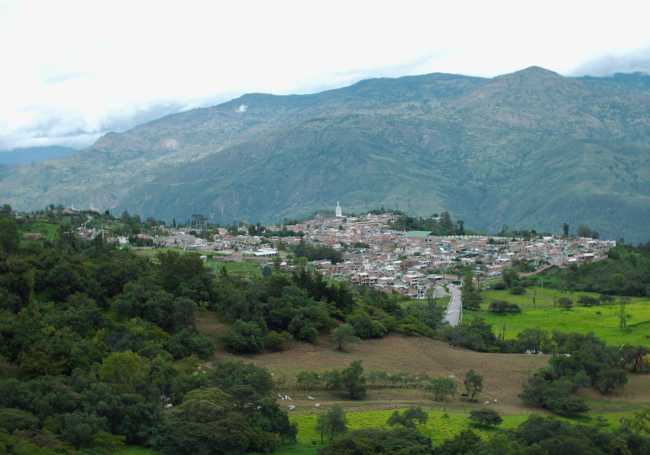

索阿塔是哥倫比亞的城鎮，位於該國東北部，由博亞卡省負責管轄，距離首府通哈154公里，始建於1545年，面積136平方公里，海拔高度2,710米，2005年人口8,730。

## 外部連結
- Web Site （页面存档备份，存于）
- Web Site （页面存档备份，存于）
- Saint Anthony Hospital
- Soata's Space[永久]
- Soatá 460 years[永久]
- History

6°20′N 72°40′W / 6.333°N 72.667°W